# بيبي (مغنية)
بيبي هي مغنية وممثلة كورية جنوبية ولدت في 27 سبتمبر 1998.

## فيلموغرافيا

### فيلم
| عام  | عنوان                 | الدور         | ملاحظة   | Ref.  |
| ---- | --------------------- | ------------- | -------- | ----- |
| 2021 | ممرات الهمس 6: الطنين | جاي-هيون      |          | [ 2 ] |
| 2023 | شبح                   | سكرتيرة جديدة | ظهور خاص | [ 3 ] |
| 2023 | ميئوس منه             | ها-يان        |          | [ 4 ] |

### مسلسلات تلفزيونية
| غام  | عنوان         | الدور      | ملاحظة   | المراجع |
| ---- | ------------- | ---------- | -------- | ------- |
| 2024 | الكاهن الناري | كو جا يونج | الموسم 2 | [ 5 ]   |

### سلسلة ويب
| عام  | عنوان                 | الدور    | الشبكة | مراجع |
| ---- | --------------------- | -------- | ------ | ----- |
| 2023 | أسوأ شر               | هاي-ريون | ديزني+ | [ 6 ] |
| 2024 | جانغنام، الجانب الآخر |          | ديزني+ |       |

## روابط خارجية
- بيبي على موقع IMDb (الإنجليزية)
- بيبي على موقع ميوزك برينز (الإنجليزية)
- بيبي على موقع ديسكوغز (الإنجليزية)
- بيبي على موقع قاعدة بيانات الفيلم (الإنجليزية)